# Chaos carolinense
Хаос (альт. Чаос) (лат. Chaos)— род одноклеточных амёбоидных из семейства Amoebidae. Относится к группе амёбозоев (Amoebozoa) домен Эукариоты*

## Описание
Представители рода Chaos похожи на амёб, но отличаются количеством ядер: у них может быть от нескольких до тысячи, в то время как у обыкновенной амёбы — одно ядро.
Цитоплазма клетки разделена на зернистую массу (эндоплазму) и однородную наружную часть (эктоплазму). Во время передвижения эктоплазма концентрируется в псевдоподиях, а эндоплазма остаётся в центре клетки, «подтягиваясь» вслед за ложноножками.

### Виды
Некоторые виды рода Chaos:
- Chaos carolinensis — «гигантская амёба», может достигать 5 мм в длину, хотя большинство особей — 1-3 мм.
- Chaos glabrum. Имеет плавающую форму с несколькими расходящимися псевдоподиями.
- Chaos illinoisense. Формирует цисты с двойной стенкой.
- Chaos nobile.
- Chaos zoochlorellae.

### Среда обитания
Свободноживущие виды амёбозоев Chaos распространены в пресной и солёной воде, а также в почве, мхах и опавших листьях. Некоторые виды живут как паразиты или симбионты других организмов.